# Gazdaváltás

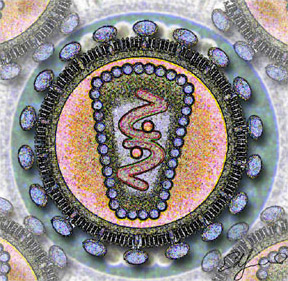
A HIV vírusok (a HIV1 és HIV2) evolúciós gazdaváltások során kerültek az emberi fajba, ahol életképes, új populációkat alapítottak.

Az élősködő, kórokozó és szimbionta fajok többé-kevésbé gazdaspecifikusak; tehát olykor csak egyetlen, máskor több, de egymással rendszerint rokonságban álló gazdafaj egyedeinek testén vagy testében élnek. A gazdaváltás e specificitás (fajlagosság) evolúciós megváltozása.
Így pl. a humán immundeficiencia vírus (HIV) csak egyes afrikai majmokban fordult elő, majd a 20. század első felében megjelent az emberben is.

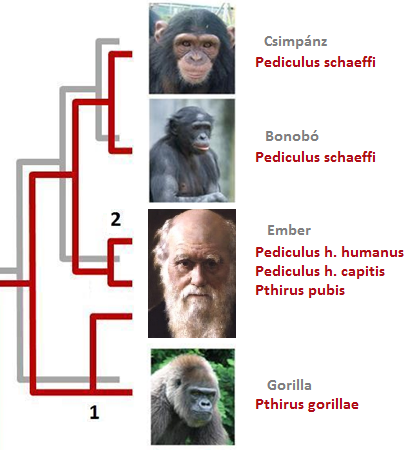
Az emberszabásúak és vérszívó tetveik fajképződésének valószínűsíthető mintázata. Az ember és rokonai törzsfája szürke, a tetvek törzsfája vörös színnel jelezve. A kospeciáció (összehangolt fajképződés) hasonló törzsfákat eredményezett, melyet csak két esemény zavart meg. Elsőként a gorilla tetvek gazdaváltása egy új faj, a lapostetű kialakulását eredményezte az emberen. Másodszor az emberi tetvek (Pediculus humanus) faja kettévált, és így létrejött a ruhatetű és fejtetű.

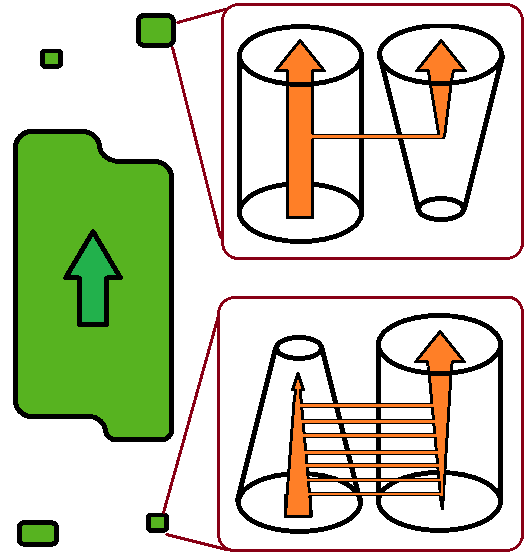
Egy gazdafaj areája (zöld) amint visszahúzódik délen és terjeszkedik északon. A hengerek és kúpok a gazdapopulációt jelképezik stabil vagy változó egyedszámmal, a parazita populációkat vörös nyilak jelképezik. Az 1-es típusú gazdaváltás inkább a növekvő méretű gazdapopulációk felé történik, mint amilyenek az inváziós fajok pionír populációi (fent). Ezzel szemben a 2-es típusú gazdaváltás a szűkülő méretű gazdapopulációk fokozatos elhagyását jelenti, pl. a reliktum fajok fogyatkozó népességei esetében (lent).

A közelmúltban megjelent tanulmányok a gazdaváltás két, eltérő jellegű típusának megkülönböztetését javasolták.
Eszerint az 1-es típusú gazdaváltás gyors és véletlen esemény, mely során a paraziták egyetlen vagy igen kevés egyede megtelepszik egy számára új gazdafajon, és azon egy új, életképes populációt alapít. E gazdaváltás után az új populáció többé-kevésbé elszigetelődik a donor gazdafajon változatlanul tovább élő parazita populációtól, így az esemény hosszabb távon akár új parazitafaj képződéséhez is elvezethet. E típus előfordulása gyakran a gyorsan növekvő gazdapopulációk irányába történik, melyek a gyorsan méretükhöz képest szegényes parazita/patogén faunát hordoznak. Ilyenek lehetnek pl. az inváziós fajok pionír populációi.
Ezzel szemben a 2-es típusú gazdaváltás egy lassabb, fokozatosabb, és megjósolhatóbb változás, mely a többgazdás parazita/patogén fajok esetében jellemző. A parazita korábbi elsődleges gazdafaja fokozatosan veszít jelentőségéből, másodlagos gazdafajjá alakul, és a folyamat végén esetleg teljesen megszűnhet jelentősége, elhagyott gazdafajjá válhat. Gyakrabban a fokozatosan csökkenő méretű gazdapopulációk esetében fordul elő, melyeket e mechanizmus révén fokozatosan elhagynak korábbi parazita- és patogén fajai. Ilyenek lehetnek pl. a 
reliktum fajok lassan fogyatkozó népességei.